# Liste des villes jumelées en Espagne
 (décembre 2016).
Ceci est la Liste des villes jumelées d’Espagne ayant des liens permanents avec des communautés locales dans d'autres pays. Dans la plupart des cas, l'association, en particulier lorsque officialisée par le gouvernement local, est connu comme « jumelage » (même si d'autres termes, tels que villes partenaires, Sister Cities, ou municipalités de l'amitié sont parfois utilisés), et alors que la plupart des endroits sont des villes, la liste comprend aussi des villages, des villes, des districts, comtés, etc., avec des liens similaires.

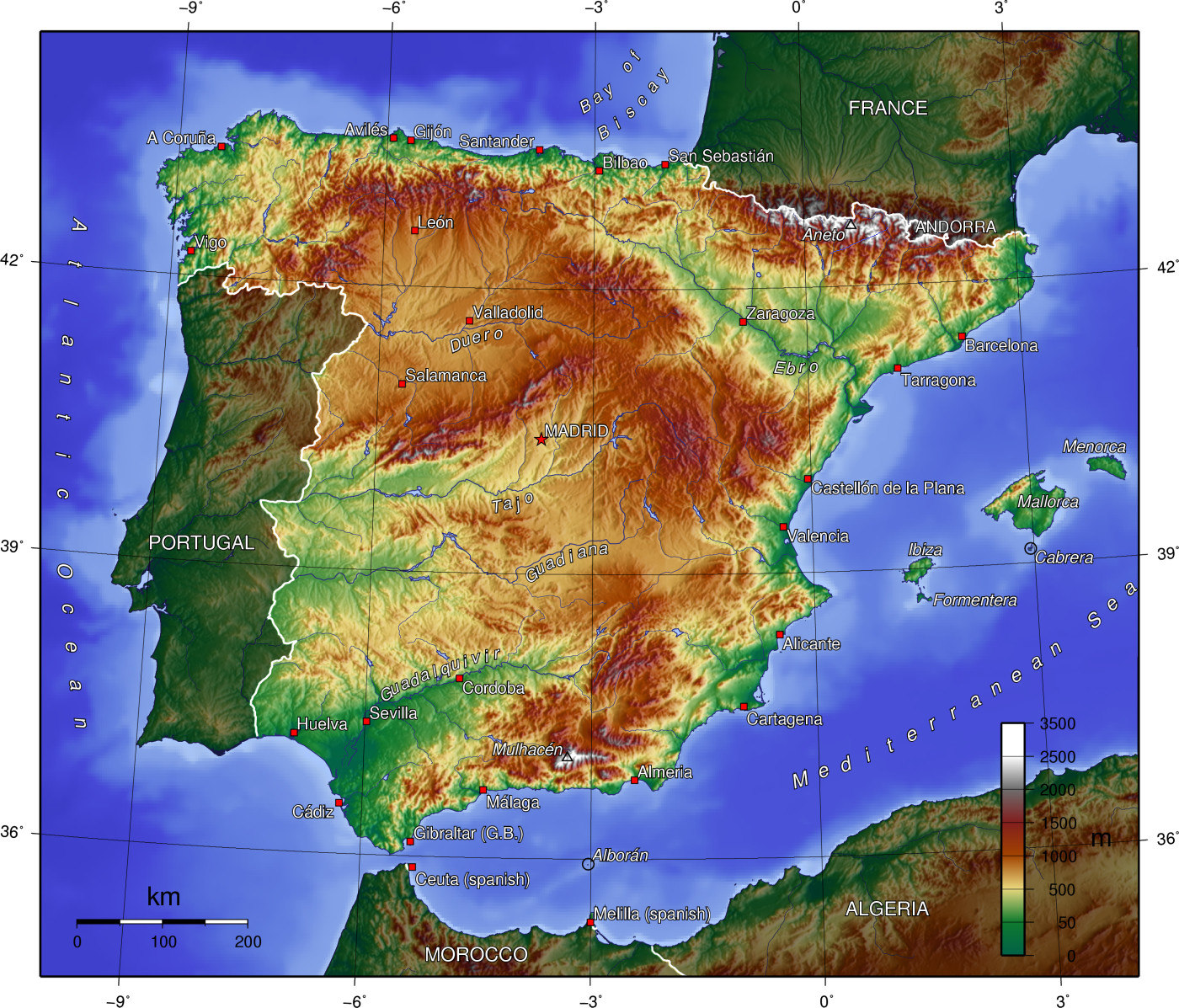
Carte de l’Espagne.

## A

### Altea
Altea, dans la Communauté valencienne, est un membre fondateur du Douzelage, une association de jumelage de 23 villes à travers l'Union européenne. Ce jumelage actif a commencé en 1991 et il y a des événements réguliers, comme un marché de produits de chacun des autres pays et festivals.
| - Bad Kötzting, Allemagne - Bellagio, Italie - Bundoran, République d’Irlande - Chojna, Pologne - Granville, France - Holstebro, Danemark - Houffalize, Belgique - Judenburg, Autriche | - Karkkila, Finlande - Kőszeg, Hongrie - Marsaskala, Malte - Meerssen, Pays-Bas - Niederanven, Luxembourg - Oxelösund, Suède - Prienai, Lituanie | - Preveza, Grèce - Sesimbra, Portugal - Sherborne, Royaume-Uni - Sigulda, Lettonie - Sušice, République tchèque - Türi, Estonie - Zvolen, Slovaquie |

## B

### Barcelone
Villes jumelées avec Barcelone en Catalogne :
| - Anvers, Belgique - Athènes, Grèce - Boston (Massachusetts), États-Unis - Busan, Corée du Sud - Cologne, Allemagne - Dublin, Irlande | - Esfahan, Iran - Gaza, Palestine - Istanbul, Turquie - Kobe, Japon - Monterrey, Mexique - Montevideo, Uruguay - Montpellier, France | - Rio de Janeiro, Brésil - Saint-Pétersbourg, Russie - São Paulo, Brésil - Sarajevo, Bosnie-Herzégovine - Tel Aviv, Israël - Dubai, Émirats arabes unis |

## M

### Madrid
Villes jumelées avec Madrid dans la  Communauté de Madrid :
| - Asuncion, Paraguay - San Salvador, Salvador - Abu Dhabi, Émirats arabes unis - Pékin, Chine (since 1985), - Belgrade, Serbie - Berlin, Allemagne, - Bruxelles, Belgique - Bogota, Colombie - Bordeaux, France - Buenos Aires, Argentine - Caracas, Venezuela | - Guatemala (ville), Guatemala - La Havane, Cuba - La Paz, Bolivie - Lima, Pérou - Lisbonne, Portugal - Managua, Nicaragua - Manille, Philippines, - Mexico, Mexique - Montevideo, Uruguay - Moscou, Russie - New York, États-Unis, | - Nouakchott, Mauritanie - Quito, Équateur - Rabat, Maroc - Rio de Janeiro, Brésil - Saint-Domingue, République dominicaine - Sarajevo, Bosnie-Herzégovine - Sofia, Bulgarie - Tegucigalpa, Honduras - Tirana, Albanie - Tripoli, Libye - Varsovie, Pologne - Islamabad, Pakistan |

Cités sœurs
| - Paris, France, | - Rome, Italie |  |

## S

### Saint-Jacques-de-Compostelle
Villes jumelées avec Saint-Jacques-de-Compostelle en Galice :
- São Paulo, Brésil[10],[11]

### Saint-Sébastien
Villes jumelées avec Saint-Sébastien dans la communauté autonome du Pays basque :
- Plymouth, Royaume-Uni (1990)

### Santa Cruz de Tenerife
Villes jumelées avec Santa Cruz de Tenerife dans les îles Canaries :
- Nice, France[13]

### Saragosse
Villes jumelées avec Saragosse en Aragon :
- Ponce, Porto Rico (1993)
- Pau, France (1960)
- Biarritz, France (1977)
- Zaragoza, Guatemala (1976)
- La Plata, Argentine (1990)
- León, Nicaragua (2002)
- Tijuana, Mexique (2005)
- Móstoles, Espagne (2005)
- Ponce, Puerto Rico (1993)
- Coimbra, Portugal (2005)

## T

### Tolède
Villes jumelées avec Tolède en Castille-La Manche :
| - Agen, France (depuis le 22 juin 1973) - Aix-la-Chapelle, Allemagne (depuis le 13 octobre 1984) - Corpus Christi, États-Unis (depuis le 5 septembre 1989) - Damas, Syrie (depuis le 19 avril 1994) | - Guanajuato, Mexique (depuis le 20 octobre 1978) - La Havane, Cuba (depuis 2006) - Nara (prefecture de Nara), Japon (depuis le 11 septembre 1972) | - Safed, Israël (depuis le 8 septembre 1981) - Toledo (Ohio), États-Unis (depuis 1931) - Veliko Tarnovo, Bulgarie (25 mars 1983) |